# Anton Majer
Anton Majer (1750 – 14. prosince 1820 Nová Ves) byl jedním z tvůrců kamenných křížů rodu Majerů z Nové Vsi u Oslavan.

## Rodinný původ
Anton Majer byl prvním z tvůrců třetí generace kameníků Majerů z Nové Vsi u Oslavan. Byl synem Františka Majera, vnukem Jana Majera a bratrem Jana Františka Majera. Tvořil kamenné kříže v letech 1780-1787.
Jako kameník (latin. lapicida) byl označen v záznamu sňatku 9. srpna 1776, kdy si bral Eleonoru Bílkovou. V matrice zemřelých byl uveden jako kamenický mistr (něm. Steinmetzmeister).

## Kříže
Jeho kříže lze poznat podle jednotného, pomačkaného[zdroj?] Krista; toto provedení bylo zjevně inspirované barokní tradicí. Řemeslné zpracování je však jednodušší, než na úrovni barokních mistrů. Tvar podstavce je rozmanitý, a to od pozdně barokního typu s volutami, až po progresivní jednoduché tvary. Výzdoba jeho křížů je prostá. Častým motivem bývá poloplastická figura Panny Marie Bolestné u nohou Krista.
Kříže z dílny Antona Majera stojí v obcích:
- Nová Ves
- Čučice
- Řeznovice
- Syrovice
- Neslovice
- Medlov
- Dolní Kounice
- Litostrov
- Mohelno